# Lecco Calcio 1974-1975
Questa pagina raccoglie le informazioni riguardanti il Lecco Calcio S.p.a. nelle competizioni ufficiali della stagione 1974-1975.

## Stagione
In questa stagione il Lecco ritrova e parte con Antonio Pasinato, l'ex centromediano bluceleste che torna a Lecco come allenatore.

La rosa viene rivoluzionata.

La Coppa Italia di Serie C finisce subito con l'eliminazione nel quinto girone di qualificazione, da parte del Vigevano.

In campionato la squadra mostra una tendenza difensivista, segna con il contagocce e finisce a centro classifica.

La tifoseria lecchese si risveglia il 28 dicembre, quando al Rigamonti è ospite la Juventus in una amichevole di lusso (2-2).

A gennaio il nuovo presidente Carlo Rizza cerca di dare una scossa alla squadra con l'esonero di Pasinato, sostituito con Sergio Brighenti, ma poco o nulla cambia.

Il Lecco chiude il campionato ottavo, con il peggior attacco del girone.

## Rosa
| N. |                   | Ruolo | Calciatore           |
| -- | ----------------- | ----- | -------------------- |
|    | Italia (bandiera) | A     | Sergio Angiolillo    |
|    | Italia (bandiera) | D     | Gilberto Bonini      |
|    | Italia (bandiera) | D     | Germano Bosisio      |
|    | Italia (bandiera) | A     | Bernardino Cremaschi |
|    | Italia (bandiera) | C     | Giuseppe Dell’Era    |
|    | Italia (bandiera) | C     | Michele De Nadai     |
|    | Italia (bandiera) | A     | Gianni De Rosa       |
|    | Italia (bandiera) | D     | Adelio Filacchione   |
|    | Italia (bandiera) | D     | Mario Guarisco       |
|    | Italia (bandiera) | A     | Angelo Longhi        |
|    | Italia (bandiera) | C     | Giancarlo Mambrin    |

| N. |                   | Ruolo | Calciatore          |
| -- | ----------------- | ----- | ------------------- |
|    | Italia (bandiera) | A     | Angelo Marchi       |
|    | Italia (bandiera) | P     | Giuseppe Meraviglia |
|    | Italia (bandiera) | D     | Gianfranco Motta    |
|    | Italia (bandiera) | C     | Potito Pota         |
|    | Italia (bandiera) | A     | Giampiero Puzzoli   |
|    | Italia (bandiera) | D     | Gabriele Ratti      |
|    | Italia (bandiera) | D     | Roberto Santi       |
|    | Italia (bandiera) | P     | Gianfranco Troilo   |
|    | Italia (bandiera) | D     | Piero Volpi         |
|    | Italia (bandiera) | A     | Maurizio Zandegù    |

## Risultati

### Serie C girone A

#### Girone di andata
| Casale Monferrato 15 settembre 1974 1ª giornata | Juniorcasale      | 0 – 0 | Lecco | Stadio Comunale\| Arbitro: \| Ambrosio (Napoli) \| |
| Arbitro:                                        | Ambrosio (Napoli) |       |       |                                                    |

| Lecco 22 settembre 1974 2ª giornata | Lecco               | 0 – 0 | Mantova | Stadio Mario Rigamonti\| Arbitro: \| S. Marino (Taranto) \| |
| Arbitro:                            | S. Marino (Taranto) |       |         |                                                             |

| Arbitro: | Lops (Torino) |

|                                   |           |  |
| Stevan 43’, 80’ Stella 77’ (rig.) | Marcatori |  |

| Arbitro: | Bergamo (Livorno) |

|             |           |  |
| Zandegù 42’ | Marcatori |  |

| Arbitro: | Vivarelli (Firenze) |

|               |           |  |
| Agnoletto 18’ | Marcatori |  |

| Arbitro: | Esposito (Torre Annunziata) |

|                    |           |  |
| Pasetti 57’ (aut.) | Marcatori |  |

| Arbitro: | Lapi (Firenze) |

|            |           |             |
| Perego 87’ | Marcatori | 73’ Mambrin |

| Arbitro: | Scaccaglia (Parma) |

|             |           |  |
| Zandegù 11’ | Marcatori |  |

| Solbiate Arno 10 novembre 1974 9ª giornata | Solbiatese    | 0 – 0 | Lecco | Stadio Felice Chinetti\| Arbitro: \| Redini (Pisa) \| |
| Arbitro:                                   | Redini (Pisa) |       |       |                                                       |

| Arbitro: | Prato (Lecce) |

|  |           |             |
|  | Marcatori | 69’ Zandegù |

| Lecco 24 novembre 1974 11ª giornata | Lecco            | 0 – 0 | Venezia | Stadio Mario Rigamonti\| Arbitro: \| Vitali (Bologna) \| |
| Arbitro:                            | Vitali (Bologna) |       |         |                                                          |

| Arbitro: | Busalacchi (Palermo) |

|                                      |           |  |
| Antonelli 51’ Sanseverino 65’ (rig.) | Marcatori |  |

| Lecco 8 dicembre 1974 13ª giornata | Lecco         | 0 – 0 | Cremonese | Stadio Mario Rigamonti\| Arbitro: \| Longhi (Roma) \| |
| Arbitro:                           | Longhi (Roma) |       |           |                                                       |

| Arbitro: | Bergamo (Livorno) |

|             |           |  |
| Tedoldi 64’ | Marcatori |  |

| Arbitro: | Lanzetti (Viterbo) |

|  |           |              |
|  | Marcatori | 17’ Vallongo |

| Arbitro: | Paparesta (Bari) |

|           |           |             |
| Canzi 87’ | Marcatori | 31’ Mambrin |

| Arbitro: | Tempio (Catania) |

|  |           |              |
|  | Marcatori | 47’ Brunetti |

| Arbitro: | Bei (Roma) |

|                    |           |  |
| Guarnieri 66’, 77’ | Marcatori |  |

| Lecco 26 gennaio 1975 19ª giornata | Lecco          | 0 – 0 | Padova | Stadio Mario Rigamonti\| Arbitro: \| Agate (Torino) \| |
| Arbitro:                           | Agate (Torino) |       |        |                                                        |

#### Girone di ritorno
| Arbitro: | Foschi (Forlì) |

|                             |           |                    |
| Zandegù 51’ Filacchione 82’ | Marcatori | 43’ (rig.) Garella |

| Arbitro: | Sancini (Bologna) |

|              |           |  |
| Iacovone 64’ | Marcatori |  |

| Arbitro: | R. Lo Bello (Siracusa) |

|                 |           |                     |
| Filacchione 78’ | Marcatori | 30’ (rig.) D'Alessi |

| Arbitro: | Castaldi (Vasto) |

|          |           |                         |
| Gava 88’ | Marcatori | 20’ De Nadai 84’ Marchi |

| Arbitro: | Esposito (Torre Annunziata) |

|             |           |              |
| Zandegù 59’ | Marcatori | 30’ Skoglund |

| Arbitro: | Baldari (Roma) |

|                                  |           |               |
| P. Volpi 37’ (aut.) Gottardo 57’ | Marcatori | 75’ Cremaschi |

| Arbitro: | Prestigiovanni (Trapani) |

|               |           |         |
| Cremaschi 44’ | Marcatori | 82’ Pin |

| Arbitro: | Longhi (Roma) |

|               |           |                               |
| Manservigi 4’ | Marcatori | 14’ Cremaschi 77’ Filacchione |

| Arbitro: | Paparesta (Bari) |

|                          |           |                        |
| Marchi 22’ Cremaschi 35’ | Marcatori | 36’ (aut.) Filacchione |

| Lecco 13 aprile 1975 29ª giornata | Lecco            | 0 – 0 | Legnano | Stadio Mario Rigamonti\| Arbitro: \| D'Astore (Lecce) \| |
| Arbitro:                          | D'Astore (Lecce) |       |         |                                                          |

| Venezia 20 aprile 1975 30ª giornata | Venezia                  | 0 – 0 | Lecco | Stadio Pierluigi Penzo\| Arbitro: \| Morganti (Ascoli Piceno) \| |
| Arbitro:                            | Morganti (Ascoli Piceno) |       |       |                                                                  |

| Arbitro: | Bitocchi (Tivoli) |

|              |           |  |
| De Nadai 64’ | Marcatori |  |

| Cremona 4 maggio 1975 32ª giornata | Cremonese        | 0 – 0 | Lecco | Stadio Giovanni Zini\| Arbitro: \| Rizza (Siracusa) \| |
| Arbitro:                           | Rizza (Siracusa) |       |       |                                                        |

| Arbitro: | Prato (Lecce) |

|              |           |           |
| Cremaschi 9’ | Marcatori | 89’ Piras |

| Arbitro: | Grillenzoni (Finale Emilia) |

|            |           |                     |
| Salati 40’ | Marcatori | 59’ (rig.) P. Volpi |

| Arbitro: | Prestigiovanni (Trapani) |

|              |           |                                       |
| De Nadai 83’ | Marcatori | 3’, 18’ Vanazzi 70’ Erba 78’ Salvioni |

| Arbitro: | Vitali (Bologna) |

|                 |           |  |
| Dalla Bella 67’ | Marcatori |  |

| Lecco 15 giugno 1975 37ª giornata | Lecco            | 0 – 0 | Pro Vercelli | Stadio Mario Rigamonti\| Arbitro: \| Castaldi (Vasto) \| |
| Arbitro:                          | Castaldi (Vasto) |       |              |                                                          |

| Arbitro: | Menotti (Bologna) |

|                        |           |                                             |
| Bertoli 14’ Fanani 48’ | Marcatori | 36’ Marchi 49’ Angiolillo 81’ (aut.) Freddi |

### Coppa Italia Semipro

#### 5º Girone
| Arbitro: | Stocco (Mestre) |

|                                      |           |                          |
| P. Volpi 3’ Marchi 11’ Cremaschi 21’ | Marcatori | 42’ Garavaglia 81’ Rossi |

| Arbitro: | Scarpetta (Lodi) |

|                       |           |                        |
| De Gasperi 65’ (aut.) | Marcatori | 40’ Compagno 75’ Desio |

| 1º settembre 1974 3ª giornata |  | – Turno di riposo LECCO |  |  |

| Arbitro: | Selicorni (Novara) |

|               |           |                          |
| Cremaschi 50’ | Marcatori | 39’ Vailati 75’ De Nadai |

| Arbitro: | Sancini (Bologna) |

|                                                    |           |                          |
| Dedè 30’ Fiaschi 34’ Vallongo 63’ Desio 86’ (rig.) | Marcatori | 11’ G. Motta 71’ Pozzoli |

| 11 settembre 1974 6ª giornata |  | – Turno di riposo LECCO. |  |  |

Classifica finale del 5º gruppo di qualificazione: Vigevano punti 7, Lecco punti 4, Milanese punti 1.